# Fawzi Salloukh

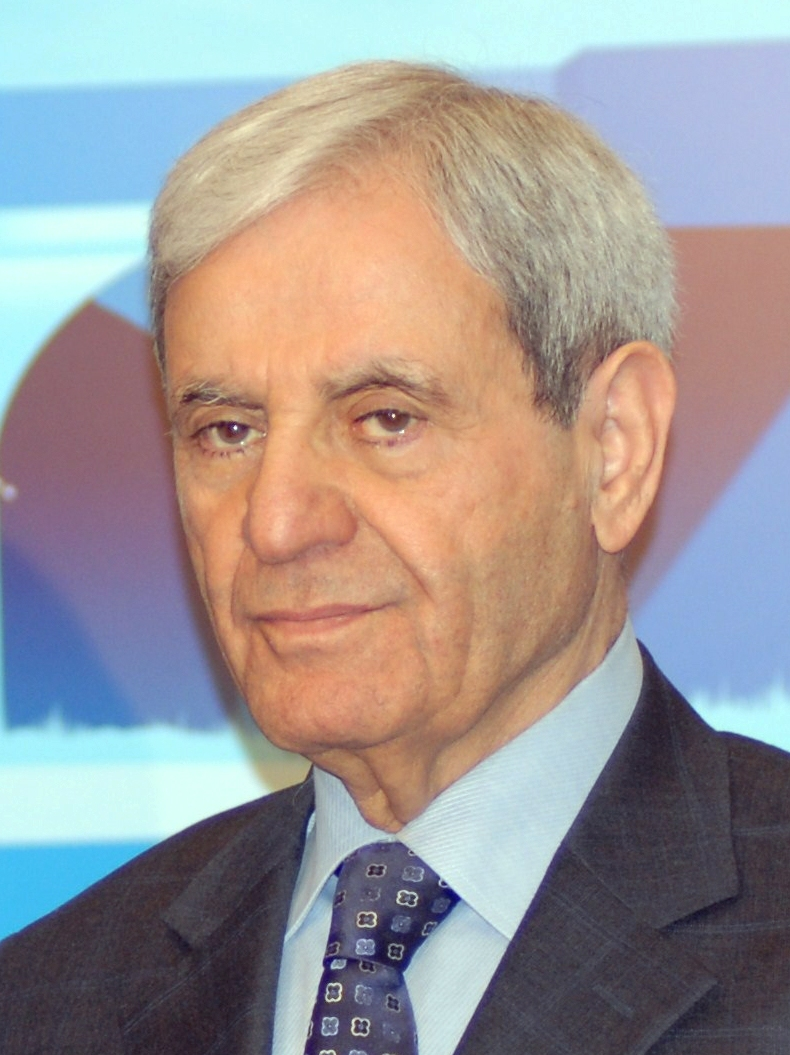
Fawzi Salloukh (2009)

Fawzi Salloukh (arabisch فوزي صلوخ, DMG Fawziyy Ṣallūḫ; * 1931 in Qammatieh) war vom 19. Juli 2005 bis 2009 Minister für Angelegenheiten des Äußeren und der Auswanderer des Libanon. Er ist verheiratet und hat drei Kinder.
Salloukh machte 1954 einen Diplomabschluss in Politikwissenschaften an der Libanesisch-Amerikanischen Universität von Beirut. Salloukh ist ein Karrierediplomat, der u. a. als Botschafter in Sierra Leone (1964 bis 1971), Nigeria (1978 bis 1985), Algerien (1985 bis 1987), Österreich (1990 bis 1994) und Belgien (1994 bis 1995) gedient hat.
Salloukh ist Schiit und gilt als der Hisbollah nahestehend. Bevor er die Ministerposition aufnahm, war er von 1998 bis 2005 Generalsekretär der Islamischen Universität des Libanon.